# Bataille de Ponza (1552)
Pour les articles homonymes, voir Bataille de Ponza.
Guerres austro-turques 
 Dixième guerre d'Italie
Batailles
- Tripoli (9 août - 15 août 1551)
- Mirandola (en) (juillet 1551 - mars 1552)
- Ponza (5 août 1552)
- Metz (octobre 1552 - janvier 1553)
- Corse (1553 - 1559)
- Marciano (2 août 1554)
- Renty (12 août 1554)

La bataille de Ponza est une bataille navale livrée près de l'île italienne de Ponza le 5 août 1552. Elle oppose une flotte franco-ottomane commandée par Dragut à une flotte génoise commandée par Andrea Doria. Les Génois sont vaincus et doivent déplorer la perte de 7 galères. Cette victoire facilite le pillage par la flotte ottomane des côtes de Sicile, de Sardaigne et d'Italie lors des trois années suivantes.

## Flottes opposées
La flotte ottomane est composée de 100 galères qui avaient été envoyées en Méditerranée occidentale quand Henri II est entré en conflit avec Charles Quint dans la guerre d'Italie de 1551 à 1559. La flotte était accompagnée de trois galères françaises sous le commandement l'ambassadeur français Gabriel de Luetz d'Aramon, qui avait accompagné les Ottomans de Istanbul dans leurs raids le long de la côte de la Calabre dans le sud de l'Italie et dans leur capture de la ville de Reggio. 
La flotte génoise est composée de 40 galères sous le commandement d'Andrea Doria. Vingt des galères de la flotte génoise appartiennent personnellement à Doria, six à Antonio Doria et deux à la Maison des Grimaldi de Monaco.

## La bataille
La bataille entre les deux flottes a lieu le 5 août 1552 entre les îles de Ponza et Terracina sur le continent italien. Les Ottomans ont capturé sept des galères génoises qui étaient pleines de troupes.

## Conséquences

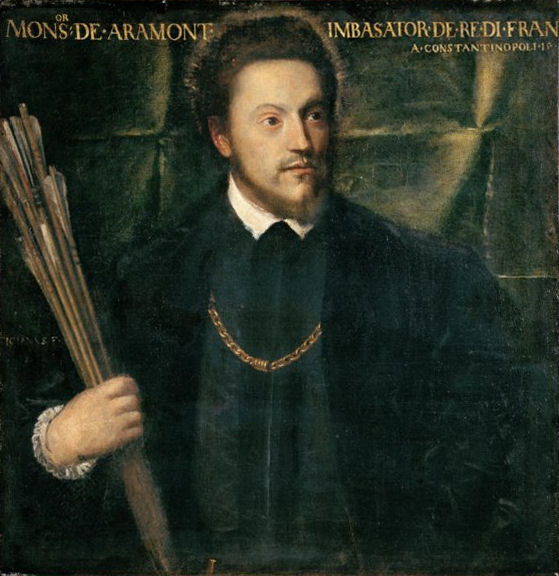
Gabriel de Luetz d'Aramon accompagna la flotte de Dragut avec 3 galères à la bataille de Ponza.

Après la bataille, la flotte franco-ottomane entre dans Majorque le 13 août 1552. Les Ottomans résistent à la pression des Français d'envoyer leur flotte plus à l'ouest, probablement pour des raisons personnelles du commandant ou en raison de la poursuite de la guerre avec la Perse. Cette victoire a permis aux Ottomans d'attaquer facilement la Sicile, la Sardaigne et les côtes de l'Italie pour les trois prochaines années. Après la bataille, la flotte ottomane passe l'hiver à Chios, où elle est rejointe par la flotte française du baron de la Garde afin de mener de grandes opérations navales l'année suivante, y compris l'invasion de la Corse en 1553. Doria tente une dernière fois de contrecarrer Dragut à la bataille de Djerba en 1560 mais ses troupes sont vaincues et Dragut poursuit ses raids contre des nations chrétiennes jusqu'à sa mort cinq ans plus tard.